# Le Petit Café (film, 1919)
Pour les articles homonymes, voir Le Petit Café.
Pour plus de détails, voir Fiche technique et Distribution.
Le Petit Café est une comédie française muette en noir et blanc réalisée par Raymond Bernard, sortie en 1919 et mettant en vedette Max Linder, Armand Bernard et Jean Joffre. Le scénario est adapté de la pièce éponyme (en) de 1911 de Tristan Bernard, le père du réalisateur.

## Fiche technique
- Titre original : Le Petit Café
- Réalisation : Raymond Bernard
- Scénario : Raymond Bernard, Henri Diamant-Berger, Max Linder, Tristan Bernard
- Sociétés de production : Pathé Frères
- Sociétés de distribution :
  - Pathé Frères (France)
  - Pathé Exchange (États-Unis)
- Pays de production :  France
- Genre : Comédie
- Durée : 55 minutes
- Date de sortie : 19 décembre 1919

## Distribution
- Max Linder : Albert Loriflan
- Armand Bernard : Bouzin
- Jean Joffre (crédité comme Joffre) : Philibert
- Wanda Lyon : Yvonne
- Flavienne Mérindol : Edwige
- Halma : Bigredon
- Major Heitner : le pianiste tzigane
- Andrée Barelly : Bérangère d'Aquitaine
- Henri Debain : le plongeur